# Pena de morte no Chipre

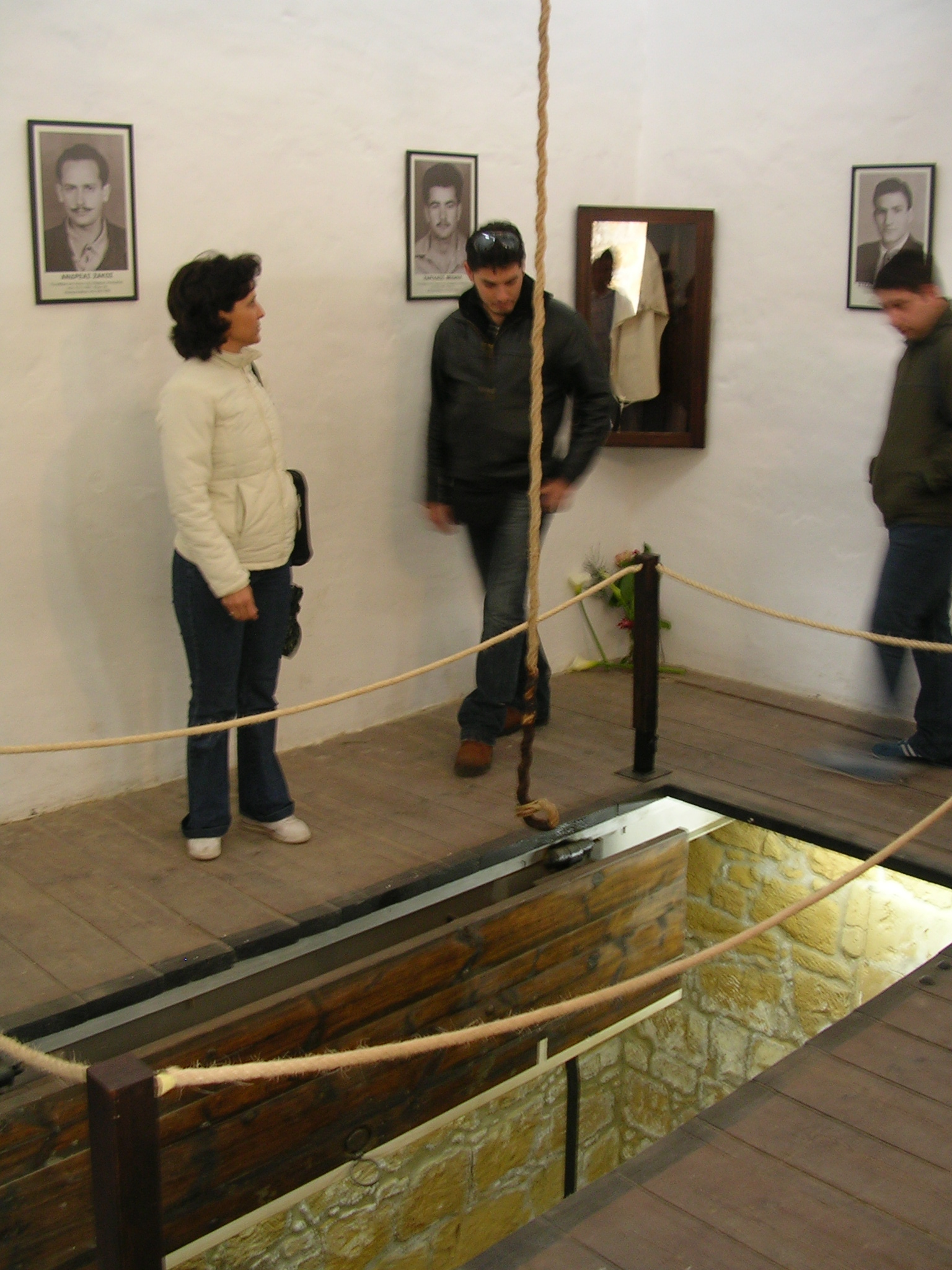
A forca na prisão central de Nicósia, agora um museu (2006)

A pena capital por assassinato foi abolida no Chipre em 15 de dezembro de 1983. Foi abolida por todos os crimes em 19 de abril de 2002. A pena de morte foi substituída por prisão perpétua. Chipre é signatário do segundo protocolo opcional do Pacto Internacional sobre Direitos Civis e Políticos, que prevê a abolição total da pena de morte. Chipre inicialmente tinha uma reserva no segundo protocolo, permitindo a execução de crimes graves em tempos de guerra, mas posteriormente desistiu dessa reserva. A Constituição do Chipre foi alterada em 2016 para eliminar todas as formas de pena de morte. 
As últimas execuções foram realizadas em 13 de junho de 1962. Três homens, Hambis Zacharia, Michael Hiletikos e Lazaris Demetriou, foram enforcados por assassinato na cadeia central de Nicósia,  a única prisão do país. Zacharia matou um homem em 1958 em uma vinha de Limassol. Hiletikos e Demetriou foram condenados por atirar em um homem do lado de fora de uma boate de Limassol em 1961. Os carrascos britânicos Harry Allen e John Underhill viajaram para Chipre para realizar os enforcamentos. 
Antes da independência, nove homens foram enforcados em 1956 e 1957 pelos britânicos por atos cometidos como membros da EOKA. A cadeia central de Nicósia ainda funciona como uma prisão, mas a área onde as execuções foram realizadas agora é um museu. 

O estado não reconhecido da República Turca do Norte de Chipre mantém a pena de morte em circunstâncias limitadas. O artigo 15 da constituição do estado declara que a pena de morte pode ser imposta em casos de traição durante a guerra, atos de terrorismo e pirataria jure gentium e por repetidos assassinatos. Mesmo nesses casos, nenhuma execução de pena de morte pode ser executada, a menos que a assembléia legislativa de Chipre do Norte decida de acordo com as disposições do artigo 78. Desde 2017, Chipre do Norte nunca realizou uma execução. 